# Památník revoluce lidu Moslaviny
Památník revoluce lidu Moslaviny (chorvatsky Spomenik revolucije naroda Moslavine) je brutalistický památník, který se nachází u vesnice Podgarić v opčině Berek v Moslavině v Chorvatsku. Památník má rozměry cca 10×20 m, byl zbudován z hrubého betonu s hliníkovými prvky.
Místo pro památník bylo zvoleno z důvodu, že se zde v roce 1941 odehrálo povstání komunistických partyzánů proti chorvatským fašistům. V lesích regionu Moslavina se nacházelo několik partyzánských nemocnic.
Zadání nového památníku získal jugoslávský sochař Dušan Džamonja v roce 1965. Pro něj se jednalo o nové téma, neboť do té doby se vněoval především památníkům, které připomínaly především oběti fašistických zločinů za druhé světové války. Džamonja památník vypracoval na základě velkého počtu různých návrhů (některé z nich použil i pro další podobné památníky, které vznikaly později). Betonový památník byl nakonec navržen tak, aby vybudil pocit dynamického pohybu masy. Z centrálního bodu, který představuje střed země se masa rozebíhá do několika "křídel" na obou stranách památníku. Křídla měla symbolizovat dle Džamonji vítězství nad nepřítelem v druhé světové válce. Středový prvek po svém dokončení obdržel barvu okolní krajiny Jako motiv je "slunce" s křídly často v tomto případě srovnáváno s předkřesťanskými náboženskými motivy z Blízkého východu.[zdroj?]
Realizace objektu trvala dva roky. Dokončen byl v roce 1967 a Josip Broz Tito jej slavnostně odhalil dne 7. září 1967. Objekt patří k nejznámějším realizacím Džamonji.
U příjezdu k památníku se nachází kostnice, kde jsou uloženy ostatky okolo 1000 bojovníků partyzánů z uvedeného místa. Její součástí je i oblouk nad příjezdovou cestou k památníku. Nachází se zde také bronzová deska, připomínající partyzánské bojovníky. V blízkosti památníku bylo rovněž vybudováno i umělé jezero, které napájí říčka Kamenjače.
Mozaiku středu země později Džamonja použil jako základní námět pro motiv slunce pro průčelí budovy Domu mládeže v Bělehradě. 
Po roce 1991 přestal být památník středobodem různých připomínkových akcí vzhledem k pádu komunistického režimu a rozpadu Jugoslávie. Zůstal tak zapomenut; ve srovnání s řadou obdobných objektů podobného typu se však nachází v poměrně nepoškozeném stavu.

## Galerie

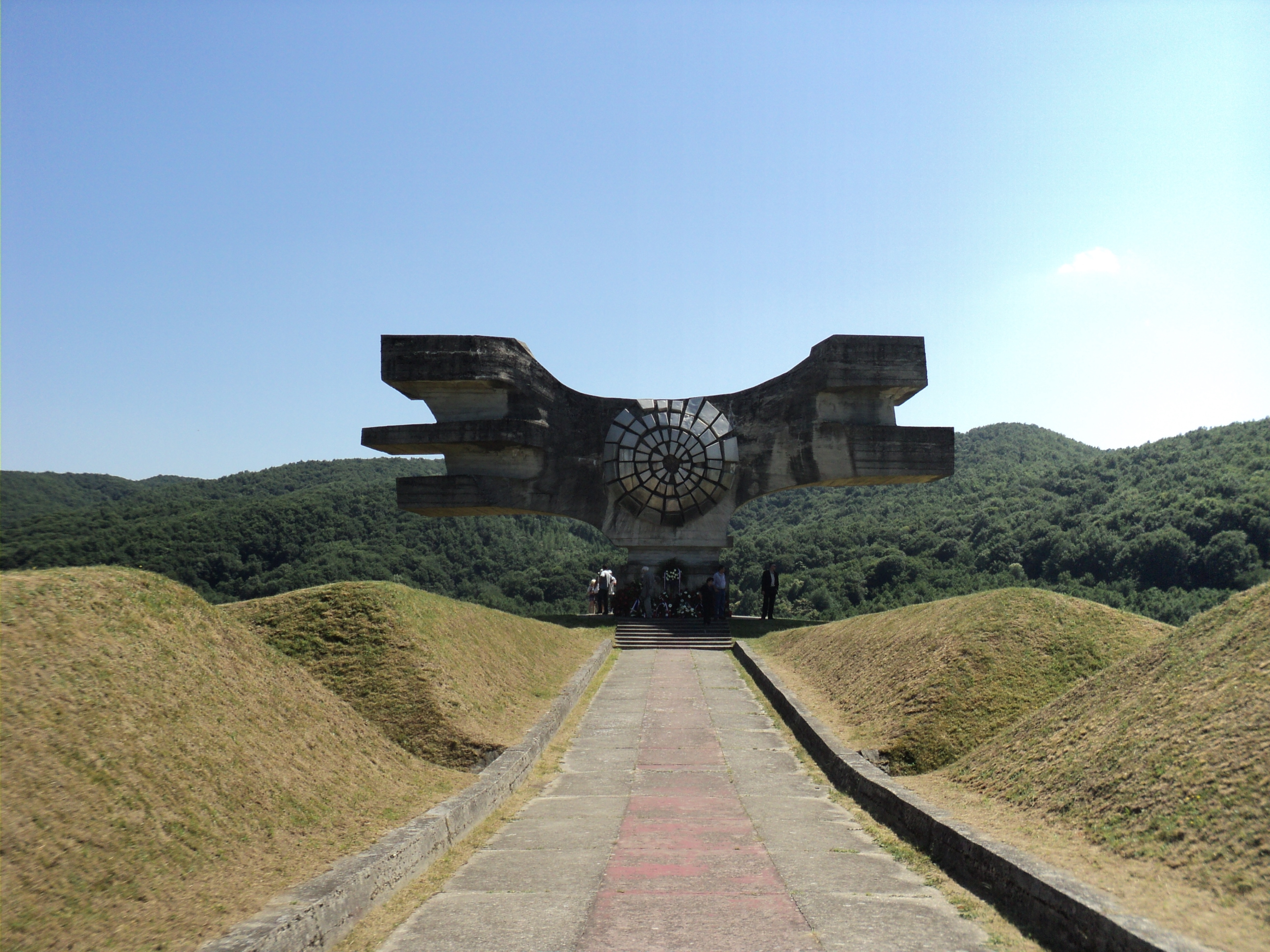
Pohled na památník
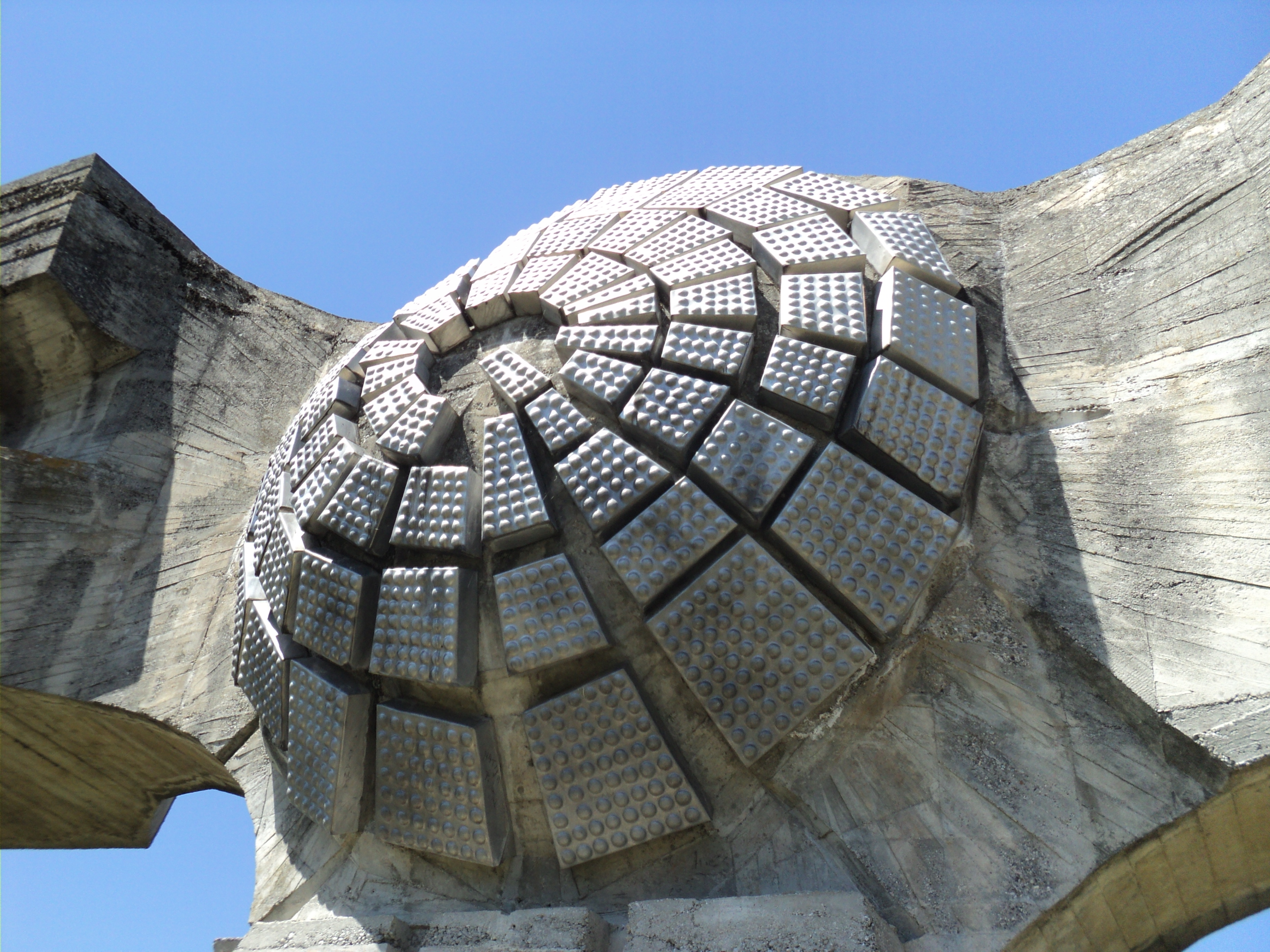
Detail objektu
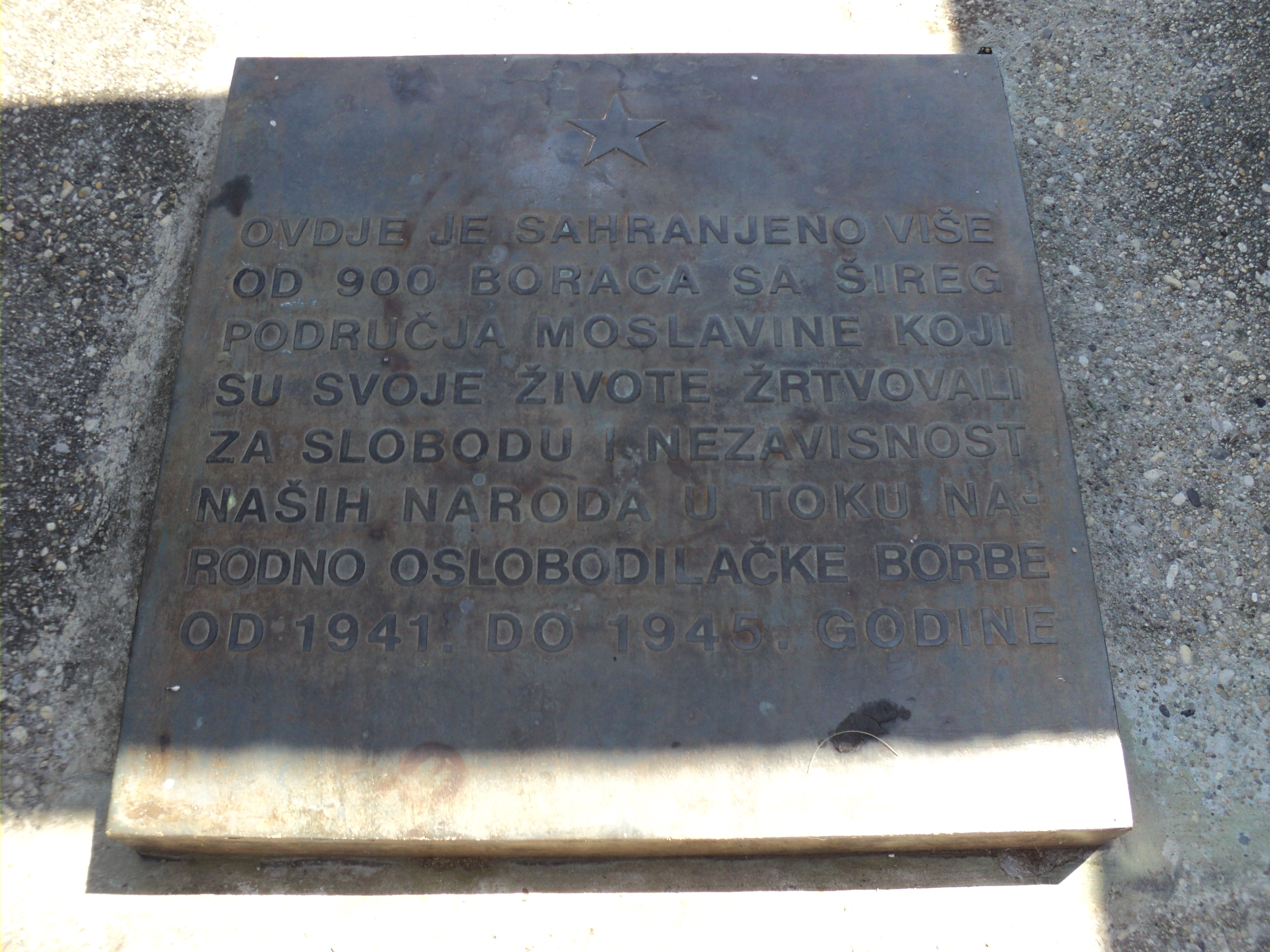
Pamětní deska